# 渡邊鐘
渡邊鐘（1969年8月27日—）是日本的搞笑藝人、广播电视节目编剧。在搞笑相聲團體「Jalism」（ジャリズム）中擔任「裝傻」（ボケ）的角色，並另以「世界的鍋蓋」（世界のナベアツ）名義單獨從事演藝活動。出生於滋賀縣高島郡安曇川町（現在為高島市），少年時期則都在大阪府守口市活動。經紀公司為吉本興業，是大阪吉本綜合藝能學院（NSC）第10屆的學生。身高174公分，於2005年結婚，血型為B型。

## 經歷
- 1991年11月，與山下榮綠（山下しげのり）組成搞笑相聲團體「Jalism」。
- 1999年，「Jalism」解散，渡邊開始以广播电视节目编剧的身份活動。
- 2003年10月，在千原兄弟的現場搞笑短劇中演出。
- 2004年2月，在吉本興業位於東京新宿的劇場「LUMINE the YOSHIMOTO」（ルミネtheよしもと）發表重新組成「Jalism」。並開始在富士電視台《登龍門F》等節目中演出。
- 2007年12月17日播出的《爆笑紅地毯》（爆笑レッドカーペット）節目中獲得第五屆紅地毯獎（第5回レッドカーペット賞）。獲獎讓他們增加許多在電視節目上演出的機會。
- 2008年在R-1大獎（R-1ぐらんぷり）中入圍決賽，最後獲得第三名。

## 搞笑特點
- 渡邊鐘最著名的搞笑方法，就是從1開始數數字，每次遇到3的倍數或數字中有3，他就會作出裝傻的動作與聲音。所以他裝傻的時機，就是他數到以下數列時：

3,6,9,12,13,15,18,21,23,24,27,30,31,32,33,34,35,36,37,38,39,42,43,45,48,....
他常在節目中跟特別來賓比較誰能用這種方法數到最多數字。

## 外部連結
- Jalism 渡邊鐘「世界的NABEATSU」
- Jalism 官方網站
- ATSUMU IN THE SKY HIGH
- 竹馬的NABEATSU